# 埃莉萨·奎伊罗洛
埃莉萨·奎伊罗洛（義大利語：Elisa Queirolo，1991年3月6日—），意大利女子水球运动员。她曾代表意大利国家队参加2016年夏季奥林匹克运动会水球比赛，结果获得一枚银牌。